# Alexander Frick

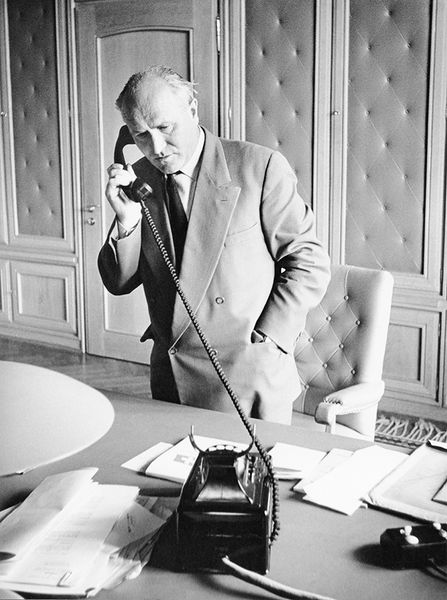
Alexander Frick in 1960

Alexander Frick (* 18. Februar 1910 in Schaan, Fürstentum Liechtenstein; † 31. Oktober 1991 ebenda) war ein liechtensteinischer Politiker. Er hatte das Amt des Regierungschefs vom 3. September 1945 bis zum 16. Juli 1962 inne. Er war Mitglied der Fortschrittlichen Bürgerpartei in Liechtenstein.

## Leben
Frick wurde nach dem Besuch des Lehrerseminars in Rickenbach von 1929 bis 1936 Steuerbeamter beim liechtensteinischen Steueramt, dessen Leiter er 1936 wurde. Diese Stellung hatte er bis zu seiner Wahl zum Regierungschef inne. Von 1962 bis 1969 war er Präsident der Liechtensteinischen Kraftwerke. Ab 1966 bis 1970 war er Landtagspräsident und von 1970 bis 1974 Landtagsvizepräsident.
Er war zudem Gründer der Pfadfinder im Jahr 1931. Von 1935 bis 1937 war er Vorsitzender des liechtensteinischen Nationalen Olympischen Komitees. Seit 1935 war er Mitglied des Historischen Vereins für das Fürstentum Liechtenstein. Seine Meilensteine als Regierungschef waren die Einführung der Alters- und Hinterlassenenversicherung 1952, der Familienausgleichskasse 1957, der Eigenheimförderung 1958 und ein Jahr später der Invalidenversicherung. Seit 1960 war er Ehrenmitglied des liechtensteinischen Alpenvereins. Für das Jahrbuch des Historischen Vereins verfasste er zahlreiche volks- und namenskundliche Beiträge.

## Ehrungen
- 1957 Großes Silbernes Ehrenzeichen am Bande für Verdienste um die Republik Österreich[1]
- 1961 Ehrendoktorwürde der Universität Freiburg
- 1963 Titel „Fürstlicher Rat“
- 1967 Grosskreuz mit Brillanten des Fürstlich Liechtensteinischen Verdienstordens